# Cara Buono
Cara Buono (El Bronx, Nueva York, 1 de marzo de 1971) es una actriz, guionista, cantante y bailarina estadounidense conocida por interpretar a Karen Wheeler en la serie Stranger Things.

## Primeros años
De padres italianos (Rosemary y Antony Buono), ella nació en una familia de clase trabajadora. Debutó como actriz en la obra Spook House de Harvey Fierstein. Después de tres años, en 1995 se graduó en la Universidad de Columbia con títulos en inglés y ciencia política.

## Carrera
Buono continuó trabajando en teatros de Broadway y Off Broadway, y comenzó su carrera en el cine junto a Ethan Hawke y Jeremy Irons en Waterland (1992). Muchos de sus trabajos han sido películas independientes como Chutney Popcorn (1999), Happy Accidents (2000), Next Stop Wonderland (1998) y Two Ninas (1999).
Ha dirigido, producido y escrito películas, incluyendo el cortometraje Baggage (1997), protagonizado por Liev Schreiber. Coescribió el guion de When the Cat's Away junto a Brad Anderson. También desempeñó papeles importantes en la última temporada de la serie dramática Third Watch interpretando a Grace Foster, y en las últimas dos temporadas de Los Soprano (2006-2007), donde interpretó a la esposa de Christopher Moltisanti (Michael Imperioli). Además, apareció en la cuarta temporada de la serie Mad Men, en la cual da vida a la Dra. Faye Miller.
Desde 2016 interpreta a Karen Wheeler en la serie original de Netflix Stranger Things.

## Filmografía
| Año         | Título                      | Papel                   | Notas                                           |
| ----------- | --------------------------- | ----------------------- | ----------------------------------------------- |
| 1992        | Gladiator                   | Dawn                    |                                                 |
| 1992        | Waterland                   | Judy Dobson             |                                                 |
| 1994        | The Cowboy Way              | Teresa Salazar          |                                                 |
| 1995        | Killer: A Journal of Murder | Esther Lesser           |                                                 |
| 1995        | Kicking and Screaming       | Kate                    |                                                 |
| 1997        | Made Men                    | Toni-Ann Antonelli      |                                                 |
| 1998        | Next Stop Wonderland        | Julie                   |                                                 |
| 1998        | River Red                   | Rachel                  |                                                 |
| 1999        | Man of the Century          | Virginia Clemens        |                                                 |
| 1999        | Two Ninas                   | Nina Cohen              |                                                 |
| 1999        | Chutney Popcorn             | Janis                   |                                                 |
| 2000        | Happy Accidents             | Bette                   |                                                 |
| 2000        | Takedown                    | Christina Painter       |                                                 |
| 2000        | Attention Shoppers          | Claire Suarez           |                                                 |
| 2003        | Hulk                        | Edith Banner            |                                                 |
| 2004        | From Other Worlds           | Joanne Schwartzbaum     |                                                 |
| 2004 - 2005 | Third Watch                 | Grace Foster            |                                                 |
| 2006        | Artie Lange's Beer League   | Linda Salvo             |                                                 |
| 2007        | Cthulhu                     | Dannie Marsh            |                                                 |
| 2010        | Betrayed                    | Amy Waite               | Cortometraje                                    |
| 2010        | Stuff                       | Madeline                | Cortometraje                                    |
| 2012        | The Discoverers             | Nell                    |                                                 |
| 2014        | A Good Marriage             | Betty Pike              |                                                 |
| 2014        | Half the Perfect World      | Sonia                   |                                                 |
| 2014-2015   | Person Of Interest          | Martine Rousseau        | Serie de TV                                     |
| 2015        | Paper Towns                 |                         |                                                 |
| 2016-2025   | Stranger Things             | Karen Wheeler           | Serie original de Netflix                       |
| 2019–2021   | Supergirl                   | Gamemnae / Gemma Cooper | Recurrente (temporada 5) Invitada (temporada 6) |
| 2022        | The Girl from Plainville    | Gail Carter             | Principal; 8 episodios                          |